# Calpis
Calpis es una bebida de origen japonés no carbonatada, fabricada por Calpis Co., Ltd. (カルピス株式会社?), cuya sede central se encuentra en Shibuya, Tokio. La bebida tiene un cierto toque, parecido al de la leche, y ligero sabor ácido, similar al yogur natural o al de vainilla. Está compuesta por agua, leche desnatada y ácido láctico, y se produce mediante fermentación láctica.
La bebida es vendida como un concentrado que es mezclado con agua o en ocasiones leche justo antes del consumo. Una versión prediluída conocida como Calpis Water (カルピスウォーター?) y otra que es carbonatada llamada Calpis Soda (カルピスソーダ?) también se encuentran disponibles. Se usa también para dar sabor al kakigōri y como un ingrediente de cocteles y del chuhai.
Salió por vez primera al mercado el 7 de julio de 1919. Ganó popularidad rápidamente en el Japón anterior a la guerra ya que en su forma concentrada se conservaba bien sin refrigeración. La imagen del paquete solían ser puntos blancos sobre un fondo azul hasta que los colores se invirtieron en el 1953. El tema original en el que se basaba era la Vía Láctea, que es una referencia al festival japonés de Tanabata en el 7 de julio, un momento tradicional considerado como el comienzo del verano. El Calpis se vendió por primera vez en ese día.

## Variaciones

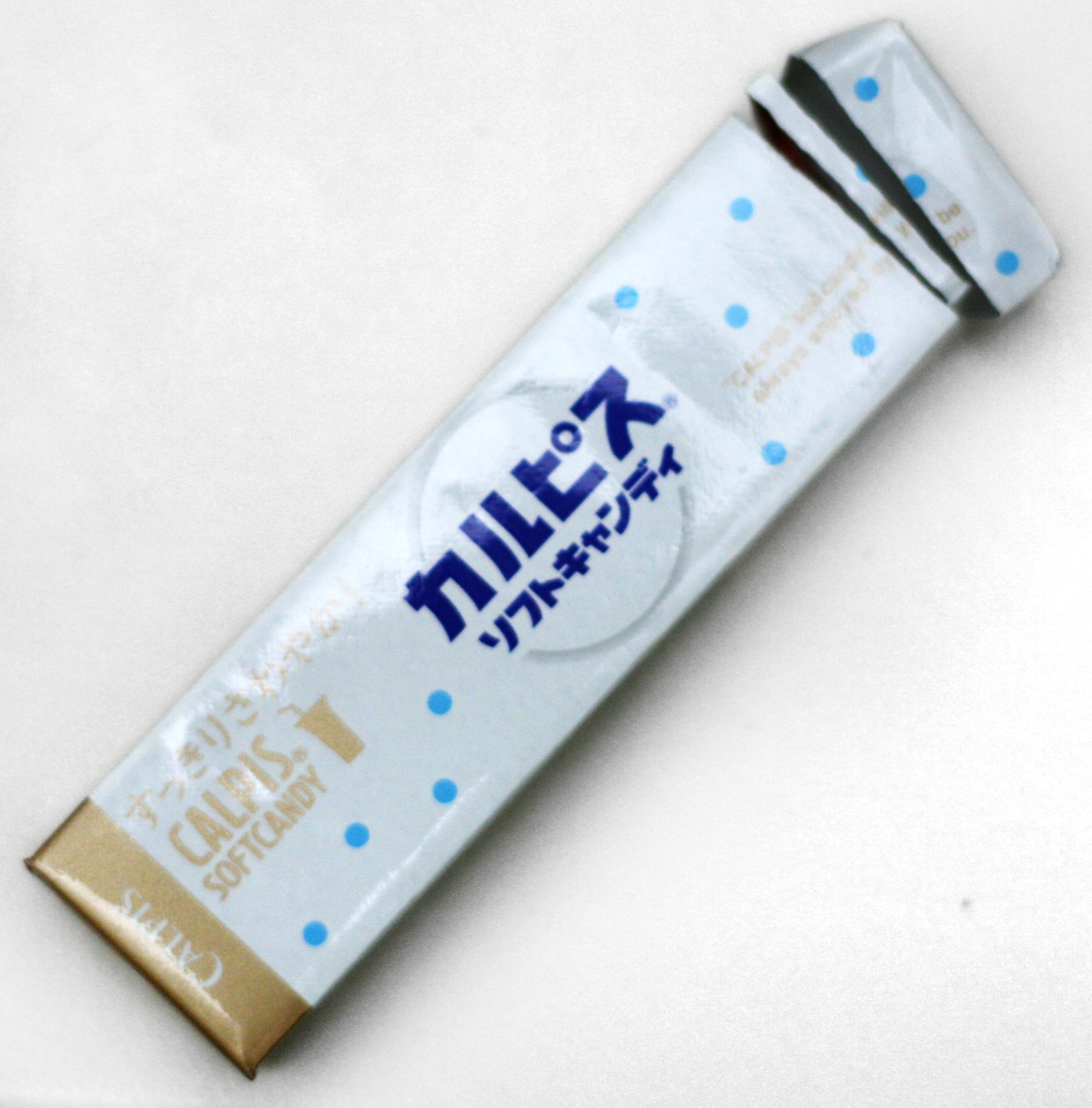
Caramelo con sabor a Calpis.

Hay muchas variedades de sabores. Estas variaciones incluyen, pero sin limitar, el sabor a fresa, uva, matcha, guayaba, mango, lichi, piña (disponible sólo en Okinawa, Aguascalientes, Puebla y León, Gto, MX), naranja, mikan (mandarina japonesa), melón, durazno (melocotón, no durillo), aloé, y con crema. Recientemente, Calpis está disponible en una manzana con sabor a "mezcla de la mañana," un 70% de calcio y reducida en calorías, y "El Calpis Premium", un extra-pre-condensada versión mixta del agua original Calpis. Otra innovación reciente es una versión dietética de Calpis Water llamado "Calpis Cero". En Japón y Taiwán se puede conseguir las versiones de muchas bebidas alcohólicas hechas con Calpis como "Calpis Sour" y "Calpis Bartime", un cóctel con sabor a fruta. 
La compañía produce una variedad de otras bebidas que van desde el café en lata hasta bebidas de yogur más nutritivas, como "Gun Gun Gurt". También pusieron a los productos hechos sobre la base de la bebida como "mantequilla Calpis" y "vinagre de Calpis". 
Calpis Co. Ltd. es el distribuidor japonés de los jugos Welch y el agua mineral francesa Evian. Hay un caramelo Calpis que ofrece la misma combinación de colores azul y blanco.

## Nombres
El nombre de Calpis proviene de la combinación de "cal" (calcio) y "pis" (del Sánscrito "sarpis" (gusto supremo), término que se utiliza para describir la esencia de las enseñanzas budistas.

## Logo
El logotipo original de Calpis era una representación simplificada en blanco y negro de un hombre negro con grandes labios que bebe de un vaso con una pajilla. El logo fue desarrollado a partir de un cuadro pintado por un artista alemán que representa a una persona de raza negra con un sombrero panameño. El logotipo se creía que era racista por lo que el blanco y negro fue revertido y el logotipo fue cambiado por el típico vaso de Calpis.[cita requerida]
- Datos: Q1027454
- Multimedia: Calpis / Q1027454